# Oertelplatz (München)

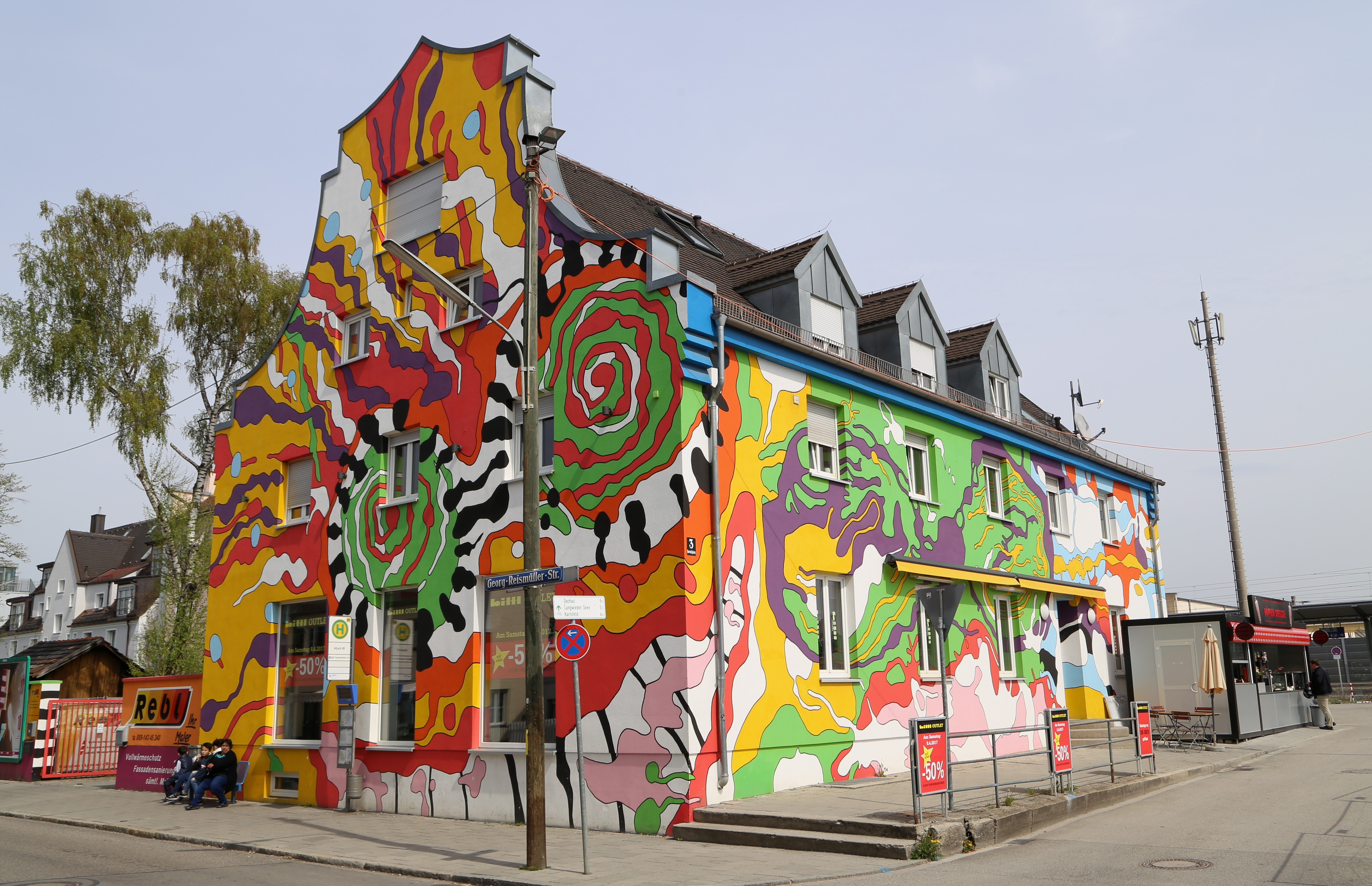
Oertelplatz 3

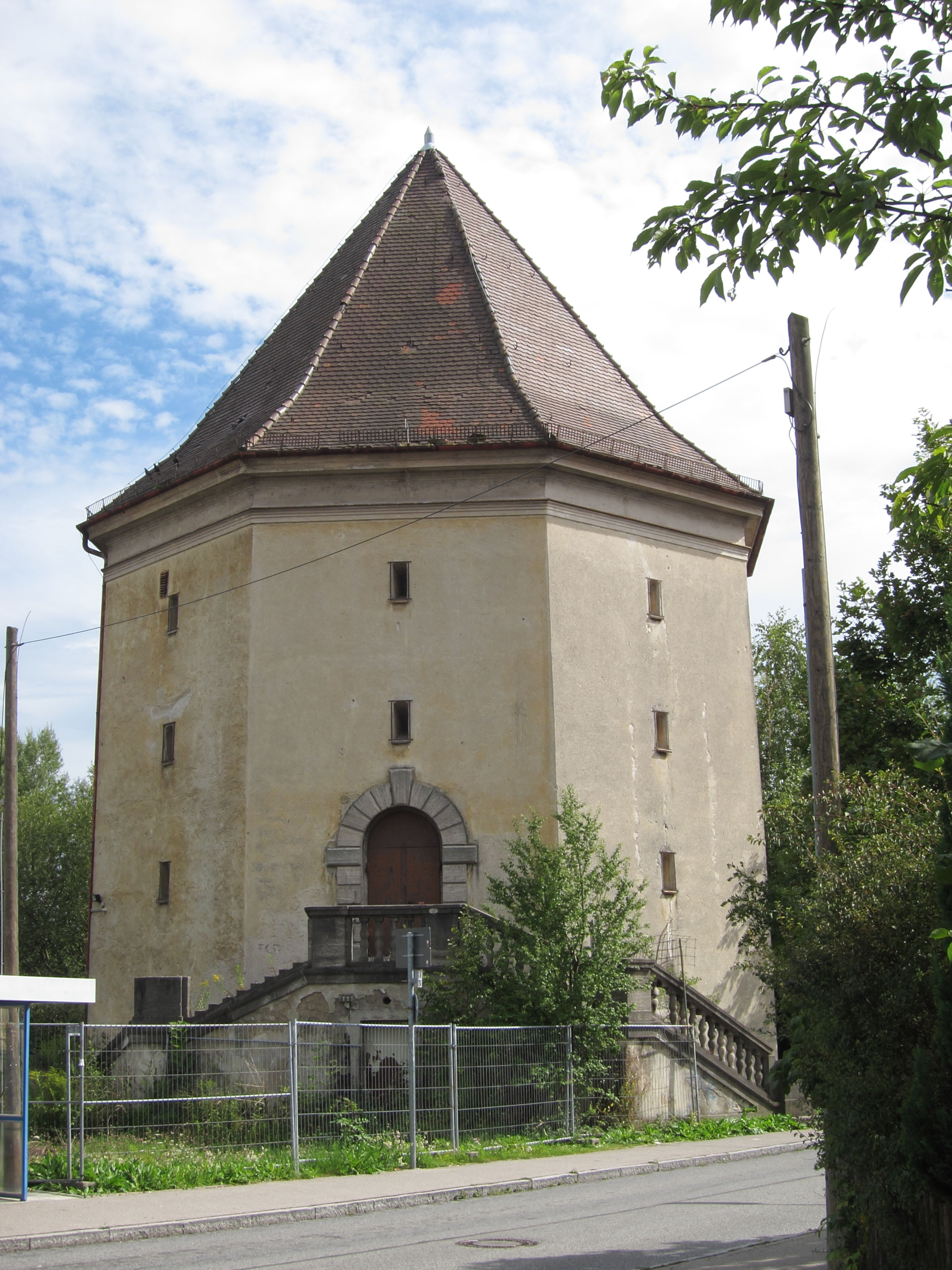
Ehem. Hochbunker am Oertelplatz

Der Oertelplatz ist ein zentraler Platz am Bahnhof München-Allach im Münchner Stadtteil Allach. Er wurde am 18. Juli 2019 nach jahrelanger Umgestaltung eröffnet.

## Beschreibung
Zentrales Bauwerk am Oertelplatz ist der Brunnen auf dem Quartiersplatz: 85 wasserspeiende Düsen im Boden, verteilt auf 90 Quadratmetern ermöglichen auf der begehbaren Fläche bis zu 280 m wellenartige Fontänen. Am Oertelplatz liegen ein VHS-Stadtteilzentrum, ein ehemaliger Hochbunker, eine P+R-Tiefgarage mit 128 Stellplätzen und das Einkaufszentrum EVER.S.
Der Platz ist nach dem Otolaryngologen Max Joseph Oertel benannt.